# Pierre Cogan
Pierre Cogan (Pluneret, 10 gennaio 1914 – Auray, 4 gennaio 2013) è stato un ciclista su strada francese.

## Carriera
Professionista dal 1936 al 1951, vinse il Bretagne Classic Ouest-France nel 193,6 e il Grand Prix des Nations nel 1937.
Durante la sua carriera, Pierre Cogan ha gareggiato in sette Tour de France con sei piazzamenti tra i primi venti. Fu undicesimo al Tour de France del 1935, primo nella categoria dei turisti su strada (concorrente individuale), e ottenne il suo miglior piazzamento per il Tour del 1950, in settima posizione. Nel 1939, l'esercito non gli permise di correre per il primo posto nonostante fosse stato selezionato per la squadra occidentale. Partecipò al suo ultimo Tour de France nel 1951 e si classificò al 19º posto.

## Palmarès

### Strada
- 1936

Bretagne Classic Ouest-France
- 1937

Grand Prix des Nations